# Bartramia leptocarpa
Bartramia leptocarpa là một loài rêu trong họ Bartramiaceae. Loài này được Mitt. Müll. Hal. mô tả khoa học đầu tiên năm 1900.